# Crowan
 (septembre 2023).
Crowan est une paroisse civile et un village des Cornouailles, en Angleterre.